# Stockholm
Stockholm (kiejtéseⓘ[stɔkːɔlm]; latinul Holmia; finnül Tukholma) Svédország fővárosa és egyben legnagyobb városa. Közigazgatásilag Stockholm községhez tartozik. Népessége 2004-ben 761 721 fő volt, míg a külvárosokkal együtt 1 695 946 lelket számlált. A metropolisz területét Stor-Stockholm-nak (Nagy-Stockholm) hívják, ez egybeesik Stockholm megye területével, Norrtälje község, Nykvarn község, Nynäshamn község és Södertälje község is hozzá tartoznak.
Stockholm 14 szigetre épült, amelyeket 53 híd köt össze.
A területen már időszámításunk előtt a hatodik évezredben is éltek emberek. Stockholmot 1252-ben alapította Birger jarl.
Stockholm a kulturális, politikai és gazdasági központja Svédországnak. Maga a Stockholm régió termeli az ország bruttó nemzeti össztermékének az egyharmadát. Európán belül a tíz legmagasabb bruttó nemzeti összterméket fejenként előállító régióinak egyike. Fontos világváros és az Észak-Európában működő helyi vállalatok egyik legfőbb központja. A városban található néhány Európa-szerte kimagasló minőségű oktatási színvonalat nyújtó egyetem, mint például a Stockholm School of Economics, a Karolinska Intézet, valamint a Royal School of Technology. Itt tartják minden évben a Nobel-díjak díjkiosztó ünnepségét és bankettjét a Stockholm Concert Hallban, valamint a stockholmi városházán. A város egyik legjelentősebb múzeuma a Vasa Múzeum, mely a leglátogatottabb nem művészeti múzeum Skandináviában. A stockholmi metrót 1950-ben nyitották meg, mely híres az állomásain elhelyezett dekorációiról, ami miatt gyakran a világ leghosszabb művészeti galériájának is nevezik. A várostól északra Solnában elhelyezkedő svéd Friends Arena ad otthont a svéd nemzeti tizenegynek. Az Ericson Globe stadion, a nemzeti fedettpályás stadion, a város déli részén fekszik. A város adott otthont az 1912-es nyári olimpiai játékoknak, valamint 1956-ban a nyári olimpia lovas sportágainak versenyeit is itt tartották.
Stockholmban székel az ország parlamentje, a Riksdag és a legtöbb kormányzati iroda, valamint a Legfelsőbb Bíróság, illetve a svéd királyi család rezidenciája, továbbá a svéd miniszterelnök hivatala is. A Stockholm Palota a hivatalos rezidenciája és munkahelye a svéd királynak, míg a főváros külső részén elhelyezkedő Dottningholm Palota szolgál a királyi család magánbirtokául.

## Földrajz
Stockholm a Skandináv-félsziget délkeleti középső partvidékén helyezkedik el, ahol a Mälaren tó – Svédország harmadik legnagyobb édesvizű tava – fölös vize a Balti-tengerbe folyik. A város középső részei tizennégy kis szigeten fekszenek, melyeket a Stockholm-szigetcsoport névvel illetnek. A város földrajzi középpontja a Riddarfjärden öböl vizén található. A város területének több mint 30%-át vízi utak, míg további 30%-át parkok és kertek teszik ki.
Stockholm növénytakarója a mérsékelt égövi lombhullató erdők övének megfelelő növényzettel bír. Az átlagos évi középhőmérséklet 10 °C, míg az átlagos csapadékmennyiség 750–1520 mm közt változik. Az időjárás négy egymástól jól elkülöníthető évszakból áll.

### Stockholm szigetei
| - Beckholmen - Djurgården vagy Valdemarsön - Helgeandsholmen - Kastellholmen - Kungsholmen - Lilla Essingen - Långholmen - Reimersholme | - Riddarholmen - Skeppsholmen - Stadsholmen - Stora Essingen - Strömsborg - Södermalm vagy Åsön - Årsta Holmar |

### A város legmagasabb pontjai
A legmagasabb természetes pontja a városnak a „Viking-dombok” Vårbergnél, 77 m tengerszint felett. A belváros legmagasabb pontja a Henriksdalberget délnyugati pontja, 57 m.
Más magas pontok:
- Skärholmen, Smistavägen északi része: 75 m
- Hökarängen, Kumminvägen: 61 m
- Stora Lappkärsberget: 50 m
- Fiskargatan a Mosebacke Torg-al együtt: 47,5 m
- Stadshagen: 47 m
- Vita Bergen: 46 m
- Observatorielunden: 42 m

Stockholm legmagasabb épülete a stockholmi Rádió- és TV torony (Kaknästornet): 157 m magas. Szép időben 60 km-re is el lehet látni a tetejéről.

### A város éghajlata
A februári átlaghőmérséklet Stockholmban -3 °C, melyhez nedves kontinentális éghajlat párosul. A város északi elhelyezkedése miatt a nappalok hossza a nyár közepén 18 óra, míg december végén 6 óra körül alakul. A hasonló szélességi körön fekvő városokkal összehasonlítva Stockholmnak kellemes, enyhe éghajlata van. Az éves napfényösszeg valamivel több mint 1800 óra, ami alapján a város az egyik leginkább napsütötte város Európa északi felén. Párizs, London és még néhány délebbre fekvő európai városnál több napsütést élvezhetnek a svéd főváros lakói. Hideg óceáni éghajlatú vidék, ahol jelentős kontinentális hatások érvényesülnek. A városokban kialakuló hősziget jelenségnek köszönhetően Stockholmban vannak a legmelegebb nyarak az észak-európai városok között.
Enyhe éghajlata ellensúlyozza azt a tényt, hogy a város jóval az északi fahatártól északabbra helyezkedik el, ezért például Kanadával összevetve itt olyan területet borítanak erdőségek, melyek az amerikai kontinens hasonló földrajzi szélességén már fátlanok. A tél Stockholmban jó 20 fokkal enyhébb, mint más hasonló szélességi körön fekvő északi városokban.
A nyári legmagasabb nappali hőmérsékletek 20 és 25 °C közt váltakoznak általában, míg a nyári éjszakák átlaghőmérséklete 13 °C körül alakul. Bizonyos napokon a hőmérsékleti maximum elérheti a +30 °C-ot is. Az 1992–2011 közti időszak mérései alapján 30 fok feletti nappali hőmérséklet csak 1,55 napon fordulhat elő éves szinten. Júliusban és augusztusban viszonylag gyakran alakul a nappali hőmérséklet 25 és 30 °C közt. Annak az esélye, hogy éjszaka a hőmérséklet +20 °C felett alakuljon meglehetősen csekély. A meleg nyárias éjszakák hőmérséklete általában 17–18 °C körül alakul. A tél általában felhős időt hoz magával, amelynek során a legtöbb csapadék december és január közt hullik, akár folyékony, akár szilárd halmazállapotban. Az átlagos téli hőmérséklet -3 és -1 °C körül alakul, ám a hőmérséklet időnként -20 °C alá süllyed. A tavasz és az ősz általában a hűvös és az enyhe időjárás ideje.
Az éghajlattáblázat az 1981 és 2010 között mért adatok alapján készült, habár az átlagos Köppen éghajlattáblázat az 1961 és 1990 közt mért adatokat veszi alapul. A napjainkban is zajló mérések adatai alapján 1991 és 2009 között a hőmérsékleti értékek emelkedő tendenciát mutatnak az előző időszak adataihoz viszonyítva. E hőmérséklet emelkedés az átlag hőmérsékleti értékeket mintegy +1,0 °C-kal emelte meg éves szinten. A melegedést elsősorban a téli hónapok adatsorai mutatják meg jól, amelyeknél az átlagos hőmérsékleti érték több mint két fokkal emelkedett az utóbbi időszakban. A 2002-2014 közti időszak során további hőmérséklet emelkedés mutatkozott meg, ugyanakkor néhány hónap értékei, mint például a júniuséi, gyakorlatilag stagnáltak.
A legmagasabb hőmérsékleti érték, melyet Stockholmban valaha mértek +36 fok volt, melyet 1811. július 3-án mértek. A legalacsonyabb valaha mért hőmérsékleti érték a városban -32 °C volt, melyet 1814. január 20-án mértek. A hőmérséklet legalacsonyabb értékei 1987. január 10-e óta nem süllyedtek -25,1 °C alá.
Az éves csapadékmennyiség 539 mm, ami mintegy 170 csapadékos napot jelent, amikor is többnyire mérsékelt intenzitású eső hullik. Havazások főleg december és március között szoktak előfordulni, bár időnként már októberben is hullik hó, illetve még áprilisban is előfordul néha havazás.
Stockholmban időnként meg lehet figyelni a sarki fény jelenséget.
| Hónap                                                                  | Jan.  | Feb.  | Már.  | Ápr.  | Máj. | Jún. | Júl. | Aug. | Szep. | Okt. | Nov.  | Dec.  | Év    |
| ---------------------------------------------------------------------- | ----- | ----- | ----- | ----- | ---- | ---- | ---- | ---- | ----- | ---- | ----- | ----- | ----- |
| Rekord max. hőmérséklet (°C)                                           | 10,4  | 12,2  | 17,8  | 22,8  | 28,1 | 32,2 | 34,2 | 35,4 | 27,9  | 20,2 | 13,1  | 10,5  | 35,4  |
| Átlagos max. hőmérséklet (°C)                                          | −0,7  | −0,6  | 3,0   | 8,4   | 15,7 | 20,7 | 22,2 | 20,4 | 15,1  | 9,9  | 4,5   | 1,1   | 10,0  |
| Átlaghőmérséklet (°C)                                                  | −2,8  | −3,0  | 0,1   | 4,6   | 10,7 | 15,6 | 17,2 | 16,2 | 11,9  | 7,5  | 2,6   | −1,1  | 6,7   |
| Átlagos min. hőmérséklet (°C)                                          | −5,0  | −5,3  | −2,7  | 1,1   | 6,3  | 11,3 | 13,4 | 12,7 | 9,0   | 5,3  | 0,7   | −3,2  | 3,7   |
| Rekord min. hőmérséklet (°C)                                           | −25,1 | −25,5 | −17,3 | −10,0 | −3,8 | 3,4  | 6,0  | 5,8  | −0,2  | −6,2 | −11,6 | −19,4 | −25,5 |
| Átl. csapadékmennyiség (mm)                                            | 39    | 27    | 26    | 30    | 30   | 45   | 72   | 66   | 55    | 50   | 53    | 46    | 539   |
| Havi napsütéses órák száma                                             | 40    | 73    | 136   | 186   | 275  | 291  | 260  | 220  | 153   | 99   | 54    | 34    | 1821  |
| Forrás: World Meteorological Organisation, NOAA, Hong Kong Observatory |       |       |       |       |      |      |      |      |       |      |       |       |       |

## Történelem

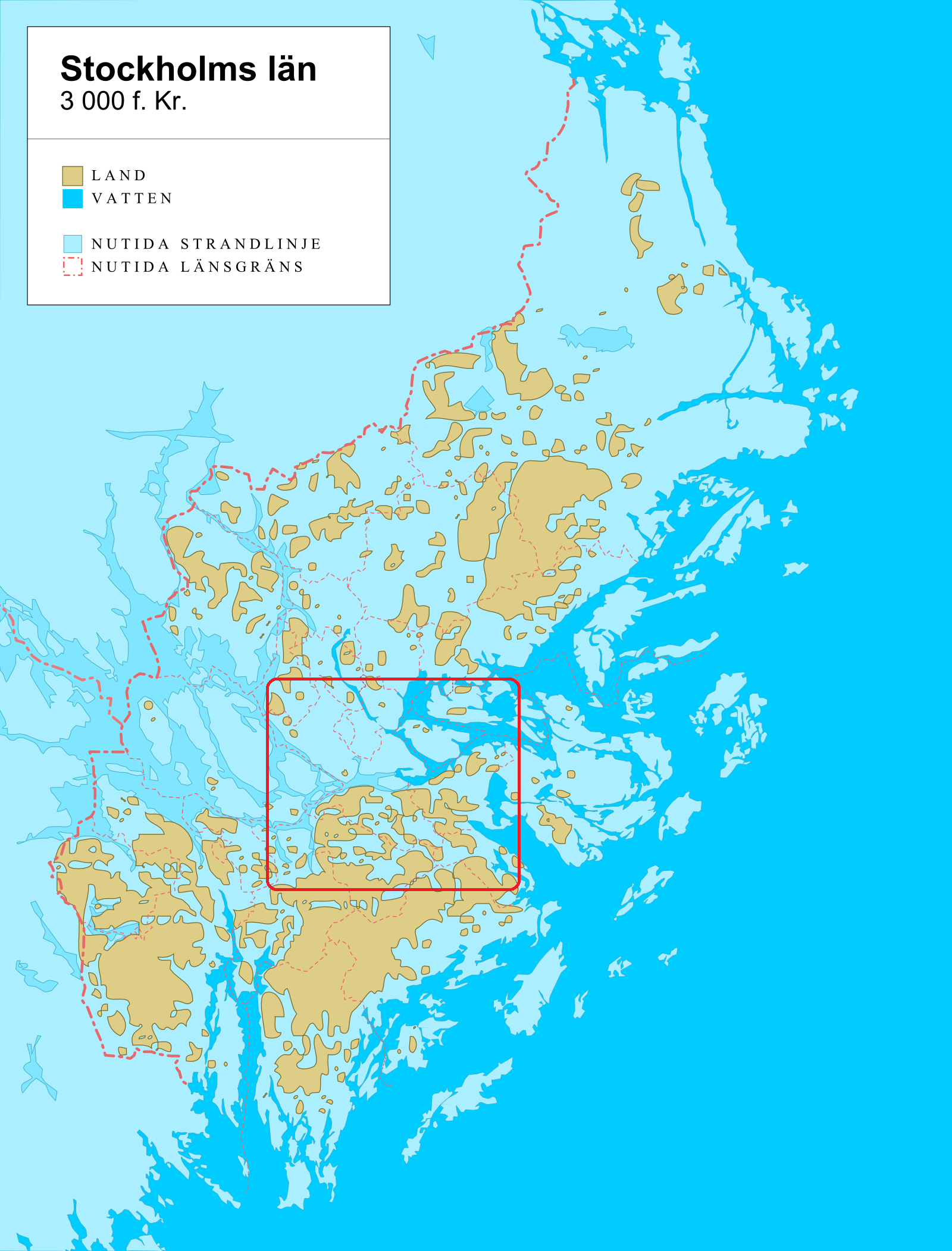
Stockholm környéke i. e. 3000 körül

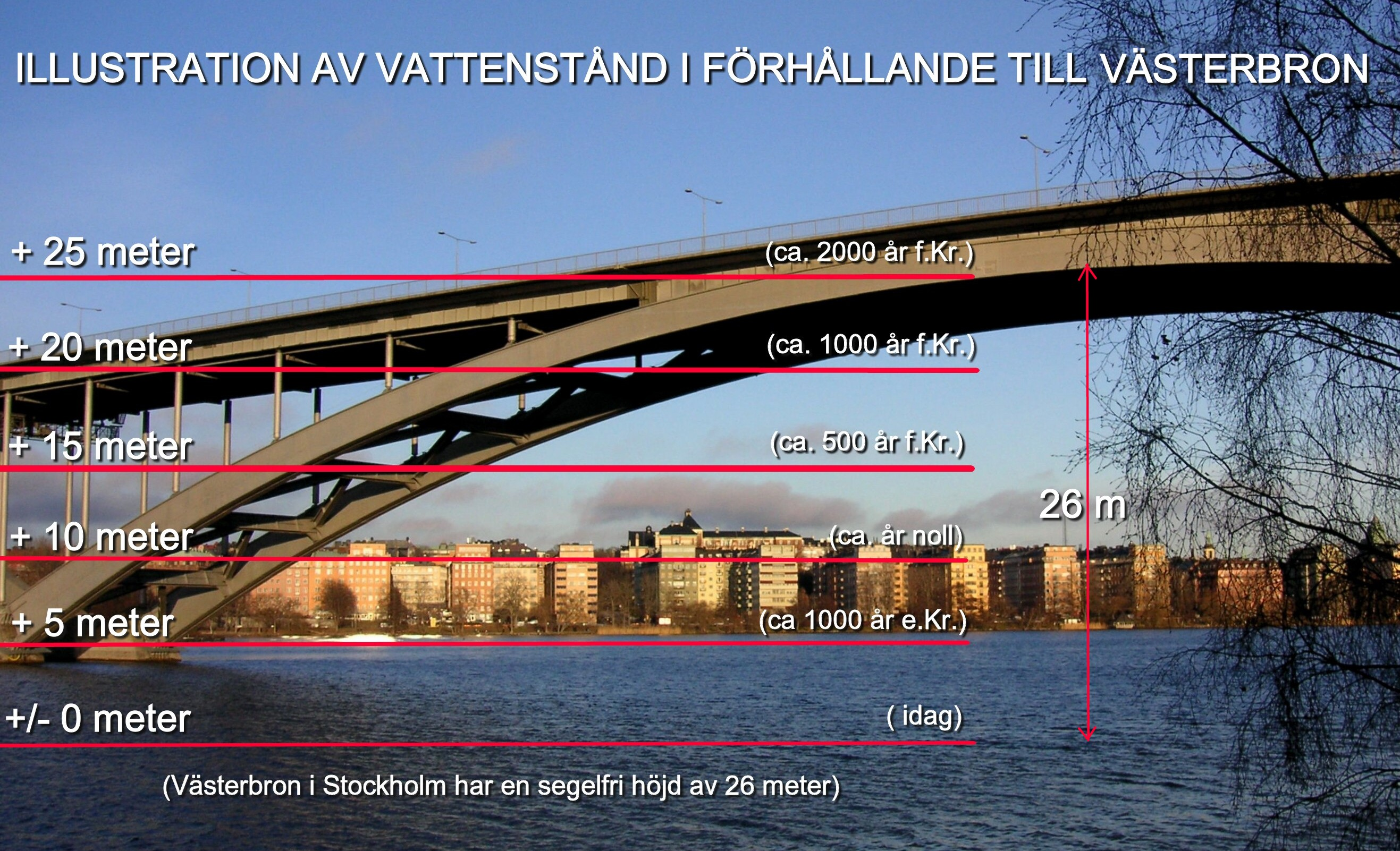
A különböző korok vízállásainak illusztrálása mai Västerbron segítségével. A vízszint az egész Skandináv-félsziget jégkorszak utáni kiemelkedése miatt csökkent

A jégkorszak után, időszámításunk előtt 8000-ben már nagy számban éltek itt emberek, ám amint a hőmérséklet ismételten zuhanni kezdett az itt élők elvándoroltak délebbre. Több ezer évvel később, amikor a föld ismét kiolvadt ezen a vidéken és az éghajlat elviselhetőbbé vált a talajok újra termékenyek lettek a környéken és elkezdtek visszatérni az emberek. A Mälaren-tó és a Balti-tenger találkozásánál fekvő szigetcsoporton időszámításunk szerint 1000 környékén telelpedtek meg a vikingek. A kereskedelmi útvonalak kiépítésével pozitív változást hozott ezen időszak a térség életében.
Stockholm városának területe a sagákban Agnafit néven jelenik meg és a Heimskringla összefüggésbe hozza a legendás Agne királlyal. Stockholm első írásos említése 1252-ben történik meg, amikor is a Bergslagen közelében fekvő ércbányák miatt a korabeli fémkereskedelem fontos helyszínévé vált. A város nevének előtagja a stock farönköt jelent svéd nyelven, bár a német Stock, azaz erődítmény szóval is kapcsolatba hozzák. A város nevének utótagja a holm, azaz kis sziget jelentéssel bír és úgy tartják, hogy a város középső részén elhelyezkedő Helgeandsholmen-re utal. A legrégebbi svéd krónika, az Erikskrönikan szerint a várost Birger Jarl alapította, hogy megvédje Svédországot a karéliaiak tengerről érkező támadásaival szemben, az 1187-es sigtunai fosztogatást követően.
Az első épület egy erődítmény volt, amely a Mälaren és a Balti-tenger közti fogalmat szabályozta. Az "észak Velencéjének" is nevezik.
Stockholm városmagja az óváros, svédül: Gamla Stan) a Helgeandsholmen sziget közelében kezdett el kialakulni a 13. század közepétől kezdődően. A város eredendően a Hanza kereskedelem miatt indult virágzásnak, mely a Baltikumban folyó kereskedelem révén erős gazdasági és kulturális kapcsolatokat létesített Lübeck, Hamburg, Gdańsk, Visby, Reval és Riga városokkal. 1296 és 1478 közt a stockholmi városi tanács 24 tagból állt, melynek felét a német nyelvű partnervárosok delegálták.
Stockholm stratégiai és gazdasági szerepköre fontos tényező volt a dán uralkodók és a Kalmari unió kapcsolatait illetően, és a nemzeti függetlenségi mozgalom során a 15. században. II. Keresztély dán király 1520-ban bejutott a városba. 1520. november 8-án ezen esemény vezetett a szembenálló felek közt a Stockholmi vérfürdőhöz, majd vezetett további felkelésekhez és végezetül a Kalamari unió felbomlását idézte elő. 1523-ban I. Gusztáv svéd király uralmával és királyi hatalmának megerősödésével kezdetét vette Stockholm lakosságának növekedése, mely 1600-ra már elérte a 10 000 főt.
A 17. század során Svédország vezető hatalommá vált Európán belül, mely visszatükröződött Stockholm fejlődésén is. 1610 és 1680 között a város népessége meghatszorozódott. 1634-ben Stockholm hivatalosan is a svéd birodalom fővárosává lépett elő. A kereskedelemmel kapcsolatos szabályokat rögzítették, amelynek következtében Stockholmnak alapvetően monopolhelyzete alakult ki a külföldi kereskedőkkel szemben Skandinávia és Svédország területén.
1710-ben pestisjárvány tört ki, amely miatt mintegy 20 000 fő vesztette életét a városban, amely a népesség 36 százaléka volt. A nagy északi háborút követően a város fejlődése abbamaradt. A népesség növekedése megállt és a gazdaság fejlődése is lelassult. A várost sokkolta, hogy elveszítette nagyhatalmi pozícióját a kontinensen. Ugyanakkor a város megőrizte politikai szerepkörét Svédországon belül és kulturális fejlődés kezdődött III. Gusztáv svéd király uralkodása idején.
A 19. század második felére Stockholm visszaszerezte vezető gazdasági helyét. Új iparágak jöttek létre és Stockholm fontos kereskedelmi és szolgaltatási központtá vált, valamint Svédország kapujává nőtte ki magát. Ezen időszak alatt a népesség drámai növekedésnek indult, főleg a bevándorlásnak köszönhetően. A század végére a város lakosságának csak kevesebb mint 40 százaléka volt helyi születésű. A város elkezdett korábbi határain kívül is terjeszkedni. A 19. század során számos tudományos kutatóintézetet alapítottak a városban, például a Karolinska Intézetet is ekkor alapították. Az 1897-es világkiállítást Stockholmban tartották.
Stockholm modern, technológiailag fejlett és etnikailag változatos várossá vált a huszadik század késői évtizedeire. Számos régi épület vesztét okozta a modernista városfejlesztés, beleértve a Klara városrész történelmi negyedét is, ahol a régi épületeket modern építészeti megoldások váltották fel. Ugyanakkor Stockholm számos városrészében, így a Gamla stan, a Södermalm, az Östermalm, a Kungsholmen és a Vasastan városrészekben sikerült egész utcákat, városrészeket megmenteni a század harmincas éveit uraló rombolástól. A huszadik század során az alacsonyabb hozzáadott értéket képviselő iparágakat fokozatosan felváltották a városban a magasabb hozzáadott értéket képviselő szolgáltatóipari és csúcstechnikát képviselő iparágak és szolgáltatások.
Jelenleg Európa egyik legdinamikusabban fejlődő régiója a Stockholm környéki terület, melynek létszáma várhatóan 2024-ben eléri a 2,5 millió főt. A jelentős népességnövekedésnek köszönhetően a stockholmi városközpontban egyre több toronyház emelkedik, amelyeket az utca szintje fölött futó járdák kötnek össze.

## Önkormányzat és közigazgatás

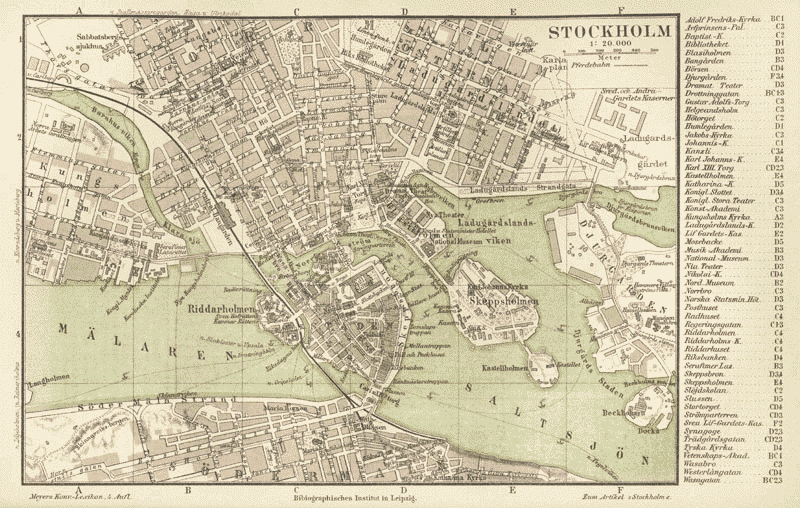
Német térkép Stockholmról 1888-ból

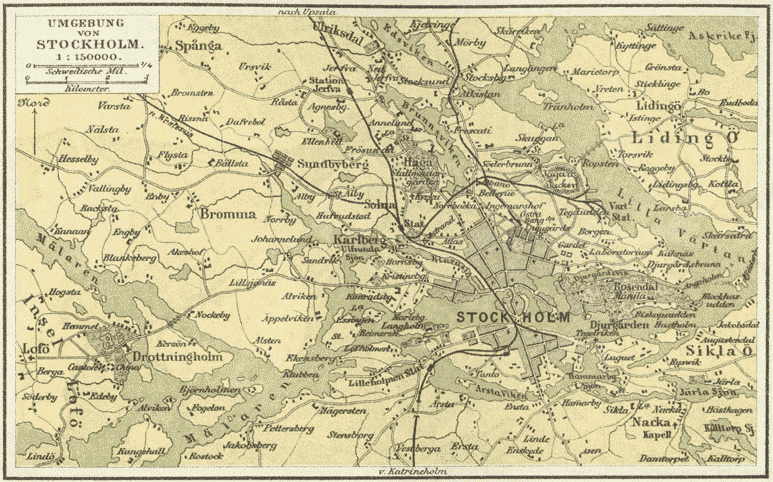
Egy másik német térkép 1888-ból, amely a külvárosokat is mutatja

A Stockholmi Városi Tanács (svédül: Stockholms kommunfullmäktige) a város vezetésének elnevezése. A tanács 101 tagját általános választáson választják meg, melyet ugyanakkor tartanak, mint a megyei közgyűlések, vagy épp a svéd országgyűlés tagjainak választását. A tanács havi két alkalommal ül össze a Stockholmi Városháza épületében és gyűléseik nyilvánosak a nagyközönség számára is. A tanács elé kerülő tervezetek általában már több bizottságon is átmennek és előzetes tárgyalások során már megvitatták azok tartalmát. Amennyiben a tanács elfogadja a határozatát, úgy a város alkalmazásában álló emberek, illetve a vállalkozások átveszik annak alkalmazását.
Stockholmnak egyetlen főpolgármestere van és nyolc alpolgármester segíti munkáját, valamint négy ellenzéki alpolgármester van még a testületben. A főpolgármester és az alpolgármesterek egyaránt egy-egy részleg vezetői. Az ellenzék négy alpolgármestert ad, ám nekik nincs végrehajtói jogkörük. A főpolgármester és a tizenkét alpolgármester együttesen alkotja a Polgármesterek Tanácsát és ők készítik elő a tárgyalás előtt álló ügyeket a Városi Végrehajtó Testület számára. A főpolgármester speciális helyzetben van, hiszen mind a Polgármesterek Tanácsában, mind pedig a Városi Végrehajtó Testület tagja is egyben.
A Városi Végrehajtó Testület (svédül: Kommunstyrelsen) 13 tagját a Városi Tanács választja meg és azt is gondolhatnánk, hogy úgy működik, mint egy ország kormányzata. A Városi Végrehajtó Testület véleményezi és egy állásfoglalást tesz az elé kerülő ügyekkel kapcsolatban, valamint felelősséggel tartozik a továbbiakban hozott és végrehajtott döntéseiért. A Végrehajtó Testület felelős a pénzügyi adminisztrációért és a város hosszú távú fejlődésének biztosításáért. A testület tagjai a hatalmon és az ellenzékben lévő politikai erők tagjai közül kerülnek ki. Tárgyalásai, gyűlései nem nyilvánosak.
A 2014-es választásokat követően baloldali többségű, illetve jobbközép városi tanács alakult meg. Stockholm főpolgármester-asszonya a szociáldemokrata Karin Wanngård lett.
Stockholm község 14 kerületből áll. A településföldrajzi és statisztikai értelemben vett város azonban ennél nagyobb területre terjed ki: területén – Stockholm községet is beleértve – 11 község osztozik:
| Község     | Népesség     | Népesség          | Népesség | Népesség  | Népesség         |
| Község     | Stockholmban | Más településeken | Egyéb    | Összesen  | Stockholmban (%) |
| ---------- | ------------ | ----------------- | -------- | --------- | ---------------- |
| Stockholm  | 770 889      | 0                 | 149      | 771 038   | 99,98            |
| Huddinge   | 86 802       | 1 071             | 877      | 88 750    | 97,81            |
| Järfälla   | 61 574       | 0                 | 169      | 61 743    | 99,73            |
| Solna      | 60 402       | 0                 | 173      | 60 575    | 99,71            |
| Sollentuna | 55 023       | 4 242             | 90       | 59 355    | 92,70            |
| Botkyrka   | 50 613       | 23 773            | 2 206    | 76 592    | 66,08            |
| Haninge    | 41 785       | 25 304            | 4 748    | 71 837    | 58,17            |
| Tyresö     | 37 947       | 2 751             | 436      | 41 134    | 92,25            |
| Sundbyberg | 34 016       | 0                 | 0        | 34 016    | 100,00           |
| Nacka      | 28 080       | 51 322            | 845      | 80 247    | 34,99            |
| Danderyd   | 24 889       | 5 314             | 23       | 30 226    | 82,34            |
| Összesen   | 1 252 020    | 113 777           | 9 716    | 1 375 513 | 91,02            |

Nem hivatalosan Stockholm három nagy részre oszlik: Innerstaden (belváros), Söderort (déli külváros) és Västerort (nyugati külváros). Ezek további kisebb részekre oszlanak.

## Népesség
A Stockholm régió ad otthont a svéd népesség körülbelül 22 százalékának és a bruttó nemzeti össztermékhez mintegy 29 százalékkal járul hozzá. Stockholm határvonala földrajzi vonatkozásban számos alkalommal változott az évszázadok során. A tizenkilencedik század fordulóján még a város kiterjedése, azaz az akkori Stockholm még csak a mai városközpont területére volt értendő, amely durván egy 35 négyzetkilométeres terület, amely a mai területének csak mintegy egy ötöde. Az elkövetkező évtizedek során számos környező település olvadt egybe a fővárossal, mint például Brännkyrka község, amely 1913-ban vált a város részévé az akkori mintegy 25 000 lakosával, vagy épp Spånga, amely 1949 óta a fővároshoz tartozik. A városhatárt 1971-ben jelölték ki, Hansta városrész kivételével, melyet 1982-ben vásárolt meg a város Sollentuna községtől és ez a terület napjainkban természetvédelmi területként funkcionál.
A város lakosságát 2004-ben 765 044 fő alkotta, melyből 394 562 volt a nők, míg 370 482 volt a férfiak létszáma. A városlakók átlagéletkora 39,8 év, mivel a város lakosságának 40,8 százaléka a 20 és 40 év közti korosztályból kerül ki. A 15 év feletti lakosság 40,4 százaléka, azaz 309 480 ember nem volt házas 2004-ben. Házasságban 211 115 fő élt a városban, mely a lakosság 27,5 százalékát képezi, valamint 85 373 fő korábban házas volt, ám e felmérés idején már elváltnak számított. Stockholm lakosságának megközelítőleg 27 százalékát alkotják bevándorlók, vagy legalábbis nem svédországi születésűek. A város külvárosainak némelyikében magas a bevándorlók aránya. A Stockholm régióban a svéden kívül még a finn nyelvet beszélik, mely az ország egyik hivatalos kisebbségi nyelve, ám a beszélt nyelvek között használatos az angol, a bosnyák, a horvát, a szír, az arab, a török, a kurd, a perzsa, a holland, a spanyol és a szerb.
2012 decemberében 201 821 fő volt külföldi születésű a város lakosságán belül, melyből a legnagyobb létszámot a finnek képviselték 17 579 fővel, melyet az irakiak követtek 16 374 fővel, valamint harmadik legtöbben az irániak voltak, akik 11 429 fővel voltak jelen.

## Gazdaság
Stockholm lakóinak jelentős része a szolgáltatások területén dolgozik, mely a helyi állások mintegy 85 százalékát biztosítja. A nehézipar, valamint a petrolkémiai ipar gyakorlatilag teljesen hiányzik a város gazdaságából, amely egyúttal az egyik legtisztább nagyvárossá teszi. Az elmúlt évtized során elsősorban a legújabb technológiák terén jöttek létre munkahelyek a városban. A legnagyobb munkáltatók az IBM, az Electrolux és az Ericsson. Kista városrészben található az információtechnológiai vállalatok egyik fontosabb központja.
Stockholm Svédország pénzügyi központja. A legfőbb svéd pénzintézetek, mint például a Nordea, Swedbank, Handelsbanken és a Skandinaviska Enskilda Banken központjai mind a fővárosban találhatóak, akárcsak a legnagyobb biztosítótársaságok központjai, mint például a Skandia, Folksam és a Trygg-Hansa biztosítóké. A Stockholmsbörsen, vagyis a Stockholmi Értéktőzsde is a városban székel. A 200 főnél több munkavállalaót foglalkoztató svéd vállalatok mintegy 45 százaléka rendelkezik a fővárosban elhelyezkedő központtal. A H&M központja is Stockholmban található. Az utóbbi évek során a turizmus egyre nagyobb szerepet kap a város gazdaságán belül. Stockholm megye a tizedik leglátogatottabb célállomás Európában, ahol több mint 10 millió vengégéjszakát töltenek az idelátogató emberek. A 2004-2008 közti időszak során 44 vizsgált európai város közül Stockholm produkálta a hatodik legnagyobb növekedést vendégéjszakák tekintetében.

## Kultúra
A városban nagyon sok kulturális intézmény van: színházak, opera, múzeumok. Két világörökségi épület is található: a Drottningholm palota és a Skogskyrkogården-temető.

## Oktatás
Stockholm a legismertebb a Nobel-díjak és az évenkénti díjátadási szertartások révén, de a városban van a legtöbb kutatói egyetemi központ Svédországban.
- Stockholmi egyetem
- Királyi Műszaki Egyetem
- Stockholmi Kereskedelmi Főiskola
- Karolinska Intézet
- Svéd Királyi Zeneakadémia

## Sport
- Labdarúgás: Hammarby IF, Djurgårdens IF, AIK Fotboll

## Turizmus

Kilátás a Városháza tornyából

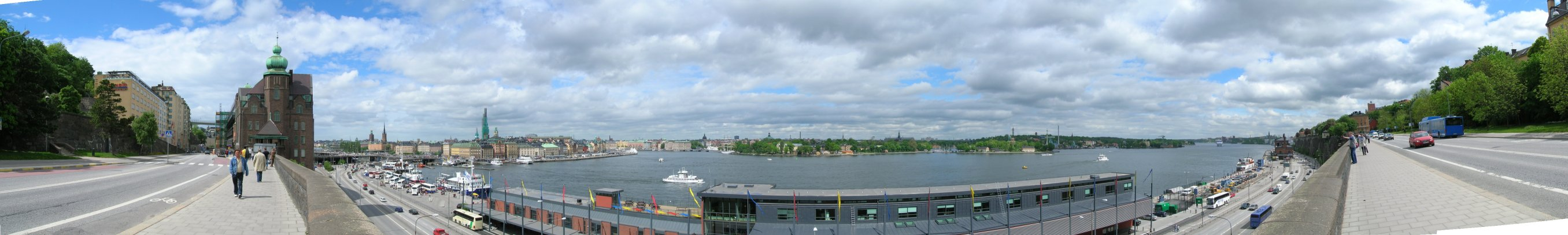
Panoramakép a Slussen környékéről, a Gamla stanról, a Stockholms ström-ről, a Skeppsholmen-ről és a Stadsgården-ről.

- Stockholmi Királyi Palota
- Stockholmi városháza
- Drottningholm
- Gamla stan
- Stadsholmen
- Nobel-múzeum
- Északi Múzeum (Nordiska Museet)
- Vasamuseet
- Riddarholmen
- Riddarholmskyrkan
- Helgeandsholmen
- Riksdagshuset
- Sager Ház
- Rosenbad
- Norrmalmstorg
- Sergels torg
- Katarinahissen
- Djurgården
- Skansen
- Gröna Lund
- Kaknästornet
- Globen
- Millesgården

## Közlekedés

### Tömegközlekedés
Stockholm tömegközlekedését helyi érdekű vasút, földalatti, villamos, busz illetve kompjáratok bonyolítják le. A szárazföldi közlekedésért a megyei Storstockholms Lokaltrafik (SL) felel, míg a vízi közlekedésért a Waxholms Ångfartygs AB. Mindkét cég, különböző vállalkozókkal végezteti a közlekedési szolgáltatásokat.

### Autópályák
Essingeleden Stockholm egyik autópályája a központból nyugat fele. Átmegy Kungsholmen, Stora Essingen és Lilla Essingen szigeteken – innen kapta a nevét. Essingeledent a város autópályájának is lehet nevezni, mert már azelőtt megvolt, mielőtt a folytatásában levő autópályát felépítették volna.

### Repülőterek
- Stockholm-Arlanda repülőtér
- Stockholm Bromma repülőtér
- Stockholm-Skavsta repülőtér

## A város híres szülöttei
- Alfred Nobel (1833–1896) vegyész, feltaláló
- Ellen Fries (1855–1900) történész, író
- Ernst Fast (1881–1959) olimpiai bajnok atléta
- VI. Gusztáv Adolf (1882–1973) svéd király
- Greta Garbo (1905–1990) Oscar-díjas színésznő
- Ingrid dán királyné (1910–2000) dán királyné
- Raoul Wallenberg (1912–1947) diplomata
- Ingrid Bergman (1915–1982) Oscar-díjas színésznő
- Olof Palme (1927–1986) politikus, svéd miniszterelnök
- Sven Tumba (1931–2011) világbajnok jégkorongozó
- Kurt Hamrin (1934–) világbajnoki ezüstérmes labdarúgó
- Tomas Lindahl (1938–) Nobel-díjas kémikus
- Benny Andersson (1946–) az ABBA billentyűse
- XVI. Károly Gusztáv (1946–) svéd király
- Tommy Söderberg (1948–) labdarúgóedző
- Johan Harmenberg (1954–) olimpiai és világbajnok párbajtőrvívó
- Lena Olin (1955–) színész
- Anna Lindh (1957–2003) politikus
- Richard Gough (1962–) skót labdarúgó
- Neneh Cherry (1964–) énekes
- Anders Limpar (1965–) labdarúgó
- Emma Sjöberg (1968–) modell, színész
- Eagle-Eye Cherry (1968–) zenész
- Lisa Ekdahl (1971–) énekes
- Caroline af Ugglas (1972–) énekes, kórusvezető
- Alexander Skarsgård (1976–) színész
- Viktória svéd királyi hercegnő (1977–) svéd királyi hercegnő
- Emilia Rydberg (1978–) énekes
- Rebecca Ferguson (1983–) színész
- Nicklas Grossmann (1985–) jégkorongozó
- Kristoffer Nordfeldt (1989–) labdarúgó
- Tim Bergling - (1989–2018) zenész
- Bill Skarsgård (1990–) színész
- Antonia Göransson (1990–) labdarúgó
- Magdalena Eriksson (1993–) labdarúgó
- Pauline Hammarlund (1994–) labdarúgó
- Amanda Nildén (1998–) labdarúgó
- Greta Thunberg (2003–) környezetvédelmi aktivista
- Linn Blohm (1992-) Európa-bajnoki bronzérmes kézilabdázó

## Testvérvárosok
- Tirana, Albánia
- Varsó, Lengyelország
- Kijev, Ukrajna
- Cali, Kolumbia
- Szarajevó, Bosznia-Hercegovina
- Szentpétervár, Oroszország
- Isztambul, Törökország
- Podgorica, Montenegró
- Reykjavík, Izland
- Riga, Lettország
- Khemisset, Marokkó